# Синдром Аспергера
Синдро́м Аспе́ргера — устаревший (ранее применявшийся) диагноз, который до внедрения МКБ-11 выставлялся некоторым лицам, имеющим расстройство аутистического спектра.
Синдром Аспергера представляет собой общее (первазивное; англ. pervasive «обширный, глубокий, распространённый») нарушение психического развития, характеризующееся серьёзными трудностями в социальном взаимодействии, а также ограниченным, стереотипным, повторяющимся репертуаром интересов и занятий. От детского аутизма (синдрома Каннера) его отличали прежде всего тем, что речевые и когнитивные способности в целом сохраняются. У лиц с диагнозом «синдром Аспергера» (в МКБ-11 — «расстройство аутистического спектра») отмечается также выраженная неуклюжесть.
По поводу различных аспектов синдрома оставалось много нерешённых вопросов. Так, не было известно, отличается ли этот синдром от высокофункционального аутизма; частично по этой причине не установлена его распространённость. Американскими исследователями было предложено отказаться от диагноза «синдром Аспергера», заменив его на диагноз «расстройство аутистического спектра» с указанием степени тяжести. Данное предложение было осуществлено на практике, и в последнем, 5-м издании американского Диагностического и статистического руководства по психическим расстройствам синдром Аспергера отсутствует, его заменило расстройство аутистического спектра. Аналогично в МКБ-11 синдром Аспергера диагностируется как расстройство аутистического спектра, 6A02.0.
Синдром получил название в честь австрийского психиатра и педиатра Ганса Аспергера (Hans Asperger), который в 1944 году описал детей, отличавшихся отсутствием способностей к невербальной коммуникации, ограниченной эмпатией по отношению к сверстникам и физической неловкостью. Сам Аспергер использовал термин «аутистическая психопатия». В МКБ-10 синонимом синдрома Аспергера также выступал термин «шизоидное расстройство детского возраста». Согласно критериям этой классификации, синдром Аспергера проявляется с раннего детского возраста, в то время как шизоидное расстройство личности — с позднего детского либо с подросткового возраста.
Термин «синдром Аспергера» был предложен британским психиатром Лорной Уинг (англ. Lorna Wing) в публикации 1981 года. Современная концепция синдрома появилась в 1981 году и, после периода популяризации, в начале 1990-х годов были выработаны диагностические стандарты. С появлением МКБ-11 и DSM-5 врачи, пользующиеся этими классификациями, стали ставить не диагноз «синдром Аспергера», а диагноз «расстройство аутистического спектра».

## Причины появления
Точная причина синдрома неизвестна. Хотя исследования предполагают возможность генетической базы, не существует известной генетической этиологии, и нейровизуализация не идентифицирует ясной общей патологии.

## Способы лечения

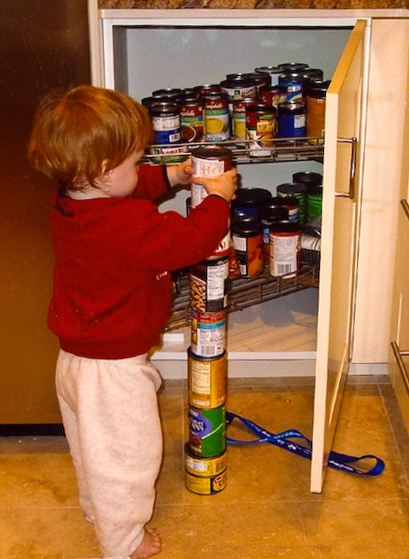
Люди с синдромом Аспергера часто проявляют ограниченные или специализированные интересы, такие как интерес этого мальчика к складированию банок

Доказанного лечения пока не найдено, а данные в пользу эффективности существующих методов поддержки ограничены. Поддержка имеет целью улучшение симптомов и функционирования и опирается на поведенческую терапию, фокусируясь на специфических дефицитах и адресуясь к низким коммуникационным способностям, навязчивым или повторяющимся рутинным действиям и физической неуклюжести. Состояние большинства детей улучшается по мере взросления, но социальные и коммуникационные проблемы могут остаться. Некоторые исследователи и лица с синдромом Аспергера считают правильным рассматривать синдром Аспергера как отличие, а не инвалидность, которую надо лечить.

## Классификация
Синдром Аспергера относится к общим расстройствам развития или расстройствам аутистического спектра, представляющим собой состояние, характеризующееся нарушениями социального взаимодействия и коммуникации, значительно влияющими на функционирование индивидуума, а также ограниченными и повторяющимися интересами и линиями поведения. Как и другие нарушения психического развития, синдром начинается в младенчестве или раннем детстве, характеризуется стабильным течением без ремиссий и приводит к нарушениям тех функций, которые тесно связаны с биологическим взрослением центральной нервной системы. Синдром Аспергера является подмножеством более широкого аутистического фенотипа, к которому относят всех, кто имеет выраженные аутистические черты, например, социальные дефициты. Из четырёх других расстройств аутистического спектра ближе всего к синдрому Аспергера по симптоматике и, вероятно, по причинам, детский аутизм, но его диагноз требует нарушений коммуникации и допускает умственную отсталость; синдром Ретта и детское дезинтегративное расстройство имеют несколько общих черт с детским аутизмом, но, возможно, совершенно другие причины; диагноз «первазивное расстройство развития без дополнительных уточнений» ставится, когда критерии других диагнозов не удовлетворены.
В английском языке синдром Аспергера называется Asperger syndrome, Asperger’s syndrome, Asperger (или Asperger’s) disorder и просто Asperger’s (syndrome — синдром, disorder — болезнь, расстройство). Нет консенсуса по поводу того, должно ли название кончаться на syndrome или disorder.

### Отличия от высокофункционального аутизма
Нынешняя классификация расстройств аутистического спектра в известной степени определяется историей открытия раннего детского аутизма и может не отражать истинной природы спектра; с самого начала концепция «синдрома Аспергера» как самостоятельного диагноза сталкивалась с методологическими проблемами. Диагноз «синдром Аспергера» был исключён из новой редакции DSM (см. DSM-5), которая была опубликована в мае 2013 года. Вместо этого появился диагноз «расстройство аутистического спектра». Как и предыдущий диагноз, изменение вызывает споры, и вместо него предлагалось расширить диагностические критерии синдрома.
Хотя лица с синдромом Аспергера имеют тенденцию к лучшему когнитивному функционированию, чем аутисты, степень пересечения синдрома Аспергера с высокофункциональным аутизмом остаётся неясной. В целом, между синдромом Аспергера и детским аутизмом относительно мало различий в параметрах, связанных с их причинами. Стандартное предположение заключается в том, что синдром Аспергера и детский аутизм имеют общую причину и являются разными проявлениями одного и того же нарушения. В опубликованном в 2008 году обзоре классификационных исследований делается вывод, что результаты исследований в целом не поддерживают различия между диагнозами, а самые заметные отличия групп происходят от различий в IQ. Нынешняя классификация нарушений аутистического спектра может не отражать истинную природу состояний. На конференции 2008 года нозологическая самостоятельность синдрома Аспергера по отношению к высокофункциональному аутизму была поставлена под сомнение. Было указано, что у родственников пациентов с синдромом Аспергера часто встречается высокофункциональный аутизм, и наоборот; что дети с аутизмом и развитой речью и дети с синдромом Аспергера имеют сходные прогнозы; высокофункциональный аутизм и синдром Аспергера становятся неразличимы к школьному возрасту; и хотя исследования подтверждают лучшие лингвистические навыки и вербальный IQ у лиц с синдромом Аспергера, многочисленные исследования не нашли других нейропсихологических различий между двумя нарушениями. Две из трёх созданных в рамках конференции групп (breakout groups) рекомендовали исключить синдром Аспергера как самостоятельный диагноз.
С другой стороны, в 2003 году был предложен нейропсихологический профиль, который, в случае подтверждения, мог бы дифференцировать синдром Аспергера и высокофункциональный аутизм и помочь дифференциальной диагностике. По сравнению с высокофункциональным аутизмом, синдром Аспергера характеризуется дефицитами в невербальных способностях, таких как решение зрительно-пространственных проблем и зрительно-моторная координация, но более высокими вербальными способностями. В нескольких исследованиях было найдено, что синдром Аспергера характеризуется нарушением невербального обучения, но несколько других исследований это не подтвердили. Обзор литературы по теме не обнаруживает невербальных слабостей или более тяжёлых пространственных или моторных проблем при синдроме Аспергера по сравнению с высокофункциональным аутизмом. При одинаковом IQ, уровень моторного, зрительно-пространственного и исполнительного функционирования у пациентов с синдромом Аспергера и с высокофункциональным аутизмом совпадал (за исключением небольшого отставания в мелкой моторике, находящегося на пределе значимости, у лиц с синдромом Аспергера).

## Диагностика

### DSM

#### DSM-IV-TR
Синдром Аспергера определён в главе 299.80 «Диагностического и статистического руководства по психическим расстройствам» (четвёртая редакция, пересмотренная) (DSM-IV-TR) как:

1. Качественное затруднение социального взаимодействия, демонстрируемое как минимум двумя признаками из следующих:
  1. Выраженные нарушения в использовании многочисленных несловесных нюансов поведения, таких как взгляд глаза в глаза, выражения лица, тело (осанка) и жесты, для управления социальным взаимодействием.
  2. Неспособность развить отношения со сверстниками до уровня, соответствующего общему развитию.
  3. Отсутствие спонтанного побуждения разделять радость, интерес или достижения с другими людьми (к примеру, отсутствие показывания, приноса или указывания на интересные предметы другим людям).
  4. Отсутствие социальной или эмоциональной взаимности.

2. Ограниченные, повторяющиеся и стереотипные шаблоны поведения, интересы и занятия, демонстрируемые как минимум одним признаком из следующих:
  1. Всепоглощающее занятие одним или несколькими стереотипными и ограниченными наборами интересов, ненормальное либо в интенсивности, либо в сосредоточении.
  2. Очевидно негибкое следование конкретным, нефункциональным ежедневным привычкам и ритуалам.
  3. Стереотипные и повторяющиеся движения (например, хлопанье или верчение пальцем или ладонью, сложные движения всем телом).
  4. Постоянная сосредоточенность на частях предметов.

3. Это нарушение приводит к клинически значимым недостаткам в социальной, профессиональной или других важных сферах деятельности.
4. Нет клинически значимой общей задержки развития речи (например, отдельные слова используются по достижении двухлетнего возраста, связные фразы — к трёхлетнему возрасту).
5. Нет клинически значимой задержки в когнитивном развитии, в развитии навыков самообслуживания, соответствующих возрасту, адаптивного поведения (исключая социальные взаимодействия) и любопытства по поводу внешнего мира в детстве.
6. Не удовлетворяются критерии других конкретных общих расстройств развития и шизофрении.

Кристофер Гиллберг в «Справочнике по синдрому Аспергера» также критикует обороты «нет клинически значимой задержки» в DSM и в меньшей степени некоторые другие и подчеркивает, что эти обороты говорят о неправильном понимании или чрезмерном упрощении синдрома. Он утверждает, что, хотя может присутствовать значимая задержка в некоторых областях языкового развития, она часто комбинируется с исключительно высоким функционированием в других областях, связанных с языком, и утверждает, что эта комбинация только внешне напоминает, но на самом деле очень отлична от нормального развития речи и адаптивного поведения.

#### DSM-5
В новой, пятой редакции «Диагностического и статистического руководства по психическим расстройствам» (DSM-5) синдром Аспергера был удалён. Его заменило «расстройство аутистического спектра», которое объединяет описанные в предыдущем DSM-IV-TR аутистическое расстройство (аутизм), синдром Аспергера, детское дезинтеграционное расстройство и первазивное расстройство развития без дополнительных уточнений.

### МКБ-10
Классификация МКБ-10 упоминает синдром Аспергера под номером F84.5:

Болезнь, самостоятельность которой как нозологической единицы оспаривается, характеризующаяся тем же типом качественных нарушений взаимного социального взаимодействия, как и при детском аутизме, и ограниченным, стереотипным, повторяющимся репертуаром интересов и действий. Отличается от детского аутизма прежде всего тем фактом, что нет общей задержки или отставания ни в речи, ни в когнитивном развитии. Часто ассоциируется с выраженной неуклюжестью. Нарушения имеют ярко выраженную тенденцию сохраняться в подростковом и взрослом возрасте. Эпизоды психотического характера встречаются в ранней взрослой жизни.
Оригинальный текст (англ.)A disorder of uncertain nosological validity, characterized by the same type of qualitative abnormalities of reciprocal social interaction that typify autism, together with a restricted, stereotyped, repetitive repertoire of interests and activities. It differs from autism primarily in the fact that there is no general delay or retardation in language or in cognitive development. This disorder is often associated with marked clumsiness. There is a strong tendency for the abnormalities to persist into adolescence and adult life. Psychotic episodes occasionally occur in early adult life.
— ICD-10. Version: 2003
Кристофер Гиллберг критикует это определение так же, как и версию в DSM-IV.
Для диагностики синдрома Аспергера по МКБ-10 состояние должно соответствовать следующим критериям:

1. Отсутствует клинически очевидное общее замедление когнитивного или речевого развития. Диагноз требует использования отдельных слов в возрасте не позже второго года и коммуникативных фраз — не позже третьего года. Навыки самообслуживания, адаптивное поведение и любопытство к окружающему должны в течение первых трёх лет жизни соответствовать нормальному развитию интеллекта. Основные этапы двигательного развития могут быть несколько замедлены, дискоординация является частым (но не обязательным) диагностическим признаком. Специальные навыки, нередко связанные с изолированными интересами, характерны, но также не обязательны для диагноза;
2. Качественное нарушение социального взаимодействия (в соответствии с критериями аутизма);
3. Необычно интенсивный изолированный интерес к чему-либо или ограниченные поведенческие стереотипии и занятия (за исключением манерности в поведении, излишней фиксированности на отдельных объектах или нефункциональных элементах игрового материала, что соответствует критериям аутизма);
4. Расстройство не соответствует критериям других общих нарушений развития, шизотипического расстройства (F21), простой шизофрении (F20.6), реактивного или расторможенного расстройства привязанности детского возраста (F94.1 и 2), ананкастного расстройства личности (F60.5) или обсессивно-компульсивного расстройства (F42).

Оригинальный текст (англ.)
1. A lack of any clinically significant general delay in spoken or receptive language or cognitive development. Diagnosis requires that single words should have developed by two years of age or earlier and that communicative phrases be used by three years of age or earlier. Self-help skills, adaptive behaviour and curiosity about the environment during the first three years should be at a level consistent with normal intellectual development. However, motor milestones may be somewhat delayed and motor clumsiness is usual (although not a necessary diagnostic feature). Isolated special skills, often related to abnormal preoccupations, are common, but are not required for diagnosis.
2. Qualitative abnormalities in reciprocal social interaction (criteria as for autism).
3. An unusually intense circumscribed interest or restricted, repetitive, and stereotyped patterns of behaviour, interests and activities (criteria as for autism; however it would be less usual for these to include either motor mannerisms or preoccupations with part- objects or non-functional elements of play materials).
4. The disorder is not attributable to the other varieties of pervasive developmental disorder; schizotypal disorder (F21); simple schizophrenia (F20.6); reactive and disinhibited attachment disorder of childhood (F94.1 and .2); obsessional personality disorder (F60.5); obsessive-compulsive disorder (F42).

— Международная классификация болезней, 10-й пересмотр

### Другие определения
Два других набора диагностических критериев предложены Петером Сатмари (Peter Szatmari) и др., а также Гиллбергом. Оба этих определения были опубликованы в 1989 году.

### Постановка диагноза
Диагноз чаще всего ставится между 4 и 11 годами. Экспертиза производится группой специалистов в разных областях и включает в себя разнородные наблюдения, в том числе неврологическую экспертизу, генетическую экспертизу, тесты интеллекта, психомоторного функционирования, вербальных и невербальных сильных сторон и слабостей, стиля обучения и способностей к самостоятельной жизни. Золотой стандарт диагностики комбинирует клиническую экспертизу, en:Autism Diagnostic Interview-Revised (ADI-R) — полуструктурированное интервью с родителями, и шкала наблюдения для диагностики аутизма (англ. Autism Diagnostic Observation Schedule, ADOS) — интервью с ребёнком, основанное на беседе и играх. Неверный или слишком поздно поставленный диагноз может быть травматичен для пациента и его семьи; так, например, неверный диагноз может привести к приёму лекарств, которые ухудшат поведение. Многим детям с синдромом Аспергера сначала ставят диагноз синдром дефицита внимания и гиперактивности (СДВГ).
Взрослых диагностировать труднее, чем детей, потому что стандартные диагностические критерии сконструированы для детей, а проявление синдрома Аспергера меняется с возрастом; диагностика взрослых требует тщательной клинической проверки и составления подробного анамнеза (истории болезни), получаемой как от самого пациента, так и от других знакомых с ним людей и фокусирующейся на его поведении в детстве.
Недостаточная и избыточная диагностика представляют собой проблему в пограничных случаях. Высокая стоимость и трудность скрининга и экспертизы могут задержать постановку диагноза. И наоборот, растущая популярность лекарственной терапии и рост социальных льгот создавали мотивацию к избыточной диагностике синдрома. Есть свидетельства в пользу того, что в последние годы синдром диагностировался чаще, чем раньше, отчасти как «остаточный» диагноз для детей с нормальным интеллектом и без аутизма, но с социальными трудностями. Кроме того, у взрослых есть склонность диагностировать это состояние у себя.
Вызывает вопросы внешняя валидность диагноза. Иными словами, непонятно, есть ли практическая польза в том, чтобы отличать синдром Аспергера от высокофункционального аутизма и от общего расстройства психологического характера — неспецифицированного; один и тот же ребёнок может получить разные диагнозы в зависимости от метода скрининга. Дебаты по поводу отличия синдрома Аспергера от высокофункционального аутизма отчасти происходят от тавтологической дилеммы, когда болезнь определяется на основе тяжести ущерба, который она наносит, поэтому исследования, как бы подтверждающие различие между болезнями на основании того, что они наносят разный по тяжести ущерб, в действительности привели к ожидаемому результату.

### Дифференциальный диагноз
Согласно МКБ-10, для постановки диагноза синдрома Аспергера расстройство не должно соответствовать критериям других общих нарушений развития, простого типа шизофрении (F20.6), шизотипического расстройства (F21), обсессивно-компульсивного расстройства (F42), ананкастного расстройства личности (F60.5), реактивного или расторможённого расстройства привязанности детского возраста (F94.1, F94.2).
Ганс Аспергер указывал, что дети, перенёсшие заболевание энцефалитом, зачастую имеют личностные расстройства, сходные данному синдрому. Поэтому необходима дифференциация синдрома Аспергера с постэнцефалитным состоянием.
Дифференциальный диагноз должен учитывать другие расстройства аутистического спектра, расстройства шизофренического спектра, синдром дефицита внимания и гиперактивности (СДВГ), обсессивно-компульсивное расстройство, большое депрессивное расстройство, социальное (прагматическое) коммуникативное расстройство, расстройство невербального обучения, синдром Туретта, стереотипные двигательные расстройства, биполярное аффективное расстройство, и социально-когнитивный дефицит из-за повреждения головного мозга в результате алкоголизма.
Иногда бывает трудно отличить взрослых с остаточной шизофренией или шизотипическим расстройством от лиц с синдромом Аспергера. Однако люди с этим синдромом или другими общими расстройствами развития имеют историю странного поведения и нарушения социального взаимодействия с раннего детства.
Некоторые особенности личности с синдромом Аспергера могут быть ошибочно приняты за проявление обсессивно-компульсивного расстройства (ОКР). В отличие от ОКР, ограниченные интересы и стереотипное поведение при синдроме Аспергера эгосинтонно. Люди с синдромом Аспергера занимаются стереотипными занятиями потому что находят в этом удовольствие, в то время как люди с ОКР повторяют стереотипные действия для предотвращения каких-либо объективно маловероятных событий, при этом такие компульсивные действия им доставляют тревогу и дискомфорт.
Предшествующее детской шизофрении состояние (в продромальный период) может включать необычные интересы и убеждения, нарушения социального взаимодействия, которые можно спутать с социальным дефицитом, наблюдаемым при синдроме Аспергера и при других расстройствах аутистического спектра. Шизофрению отличает наличие бреда и галлюцинаций.
При расстройствах DSM-5 вроде языкового расстройства (англ. language disorder) и социального (прагматического) коммуникативного расстройства (англ. social (pragmatic) communication disorder) тоже могут присутствовать качественные нарушения в социальном взаимодействии, но при этом поведение и интересы/занятия индивида не ограничены так, как при синдроме Аспергера и других расстройствах аутистического спектра.
Стереотипные двигательные расстройства (F98.4) протекают с отсутствием нарушений социального взаимодействия и нарушений речевого развития, но присутствуют стереотипные движения (стереотипии) как при синдроме Аспергера.

## Характеристики
Будучи первазивным (общим) расстройством развития, синдром Аспергера характеризуется не одним симптомом, а их сочетанием. Он характеризуется качественным нарушением социального взаимодействия, стереотипными и ограниченными шаблонами поведения, действиями и интересами, и отсутствием клинически значимой задержки в когнитивном развитии и в общем развитии речи. Интенсивная сосредоточенность на узкой тематике, односторонняя говорливость, бедность ритма и интонации речи и физическая неуклюжесть характерны для синдрома, но не требуются для постановки диагноза.

### Социальные взаимодействия
Отсутствие демонстрируемой эмпатии оказывает значительное влияние на социальную жизнь лиц с синдромом Аспергера. Они испытывают трудности в базовых элементах социального взаимодействия. Эти трудности могут включать неспособность создавать дружеские связи, отсутствие стремления разделять с другими удовольствия или достижения (например, показывать другим объекты, вызывающие интерес), отсутствие социальной или эмоциональной взаимности и нарушение невербального поведения в таких областях, как зрительный контакт, выражение лица, язык тела и жестикуляция.
Лица с синдромом Аспергера могут быть не столь замкнутыми, как при других, более тяжёлыми формах детского аутизма; они, хотя и неуклюже, взаимодействуют с другими. Например, человек с синдромом Аспергера может начать длинный монолог о своём увлечении, не понимая или не замечая чувства и реакции собеседника, как например желание сменить тему разговора или завершить его. Такая социальная неуклюжесть называется «активный, но странный». Неспособность правильно реагировать на социальные взаимодействия может выглядеть как бесчувственность, игнорирование чувств других людей. Не все лица с синдромом Аспергера взаимодействуют с другими людьми. Некоторые проявляют селективный мутизм, разговаривая слишком много с некоторыми знакомыми людьми и полностью отказываясь разговаривать со всеми остальными. Некоторые соглашаются разговаривать только с теми, кто им нравится.
Когнитивные способности детей с синдромом Аспергера часто позволяют им озвучить социальные нормы в лабораторных условиях. Они могут быть способны продемонстрировать теоретическое понимание эмоций других людей, но им обычно трудно реализовать эти знания в жизни. Лица с синдромом Аспергера могут анализировать увиденные ими социальные взаимодействия, формулировать негибкие правила поведения и применять эти правила неуклюжим образом, например заставлять себя вступать в визуальный контакт, в результате их манеры выглядят негибкими или социально наивными. Детское желание иметь друзей может ослабнуть под влиянием многочисленных неудачных социальных взаимодействий.
Гипотеза, что лица с синдромом Аспергера предрасположены к насилию или преступному поведению, проверялась, но не нашла подтверждения. Более убедительны свидетельства в пользу того, что лица с синдромом Аспергера — жертвы, а не преступники. Наиболее частыми из совершённых преступлений являлись преступления против собственности (например, кража, ограбление, повреждение имущества, взлом автомобиля), на втором месте стояли подделка или сокрытие документов. Проведённое в 2008 году исследование показало, что из преступников с синдромом Аспергера, совершивших преступление, связанное с насилием, подавляющее большинство страдало также и коморбидным психическим заболеванием, например шизоаффективным расстройством.

### Узкие, интенсивные интересы
Лица с синдромом Аспергера часто проявляют ограниченные и повторяющиеся интересы, действия и шаблоны поведения. Иногда эти интересы, действия и шаблоны поведения необычно интенсивны и узки. Лица с синдромом Аспергера могут быть привержены негибким рутинам, двигаться стереотипным и повторяющимся образом или быть сосредоточенными на частях объектов.
Преследование узких и специфических интересов — наиболее яркая особенность синдрома. Лица с синдромом Аспергера могут собирать тома детальной информации на такие узкие темы, как климатические данные или названия звёзд, не обязательно понимая более широкий контекст. Например, ребёнок может запоминать номера моделей фотокамер, мало интересуясь фотографированием. Такое поведение становится ясным в 5—6 лет. Хотя такие интересы могут меняться со временем, они обычно становятся всё более необычными и узко сфокусированными и часто доминируют в социальном взаимодействии до такой степени, что вовлекаться может вся семья. Поскольку узкие темы часто вызывают интерес детей, симптом может остаться незамеченным.
Стереотипное и повторяющееся моторное поведение является определяющим для диагностики синдрома Аспергера и других расстройств аутистического спектра. Оно может включать движения руками, например взмахи и вращение, или более сложные движения всем телом. Такие движения обычно повторяются сериями и выглядят более добровольными и ритуалистическими, чем тики, которые обычно более быстры, менее ритмичны и реже симметричны.
Согласно диагностическому тесту Adult Asperger Assessment (AAA), среди взрослых с синдромом Аспергера распространено отсутствие интереса к художественной литературе и кинофильмам (fiction) и предпочтение нехудожественной литературы и кинофильмов (nonfiction).

### Речь и язык
Хотя при синдроме Аспергера нет ни существенной отсталости в развитии языковых способностей в целом, ни существенных ненормальностей в речи, усвоение и использование языка часто нетипичны. Ненормальности включают многословие, резкие смены темы, буквальное интерпретирование текста и неправильное понимание нюансов, использование метафор, понятных только говорящему, трудности понимания речи на слух (en:auditory processing disorder), необычно педантичную, формальную и идиосинкратичную (см. Идиосинкразия) речь, странности в громкости, высоте, интонации, акценте и ритме речи. У лиц с синдромом Аспергера также наблюдалась эхолалия.
Три аспекта коммуникационных шаблонов имеют клиническую значимость: некачественная просодия (использование тона и интонации), уклончивость и патологическая обстоятельность, многословие. Хотя словоизменение и интонирование могут быть гибче, чем при классическом аутизме, лица с синдромом Аспергера часто имеют ограниченные пределы интонации, речь может быть необычно быстрой, громкой или отрывистой. Речь может создавать впечатление некогерентной; стиль разговора включает длинные монологи на темы, скучные для слушателя, неспособность обеспечить контекст для понимания комментариев или неспособность пропустить внутренние мысли. Лица с синдромом Аспергера могут быть неспособны контролировать, интересен ли разговор собеседнику, участвует ли он в беседе. Они могут так и не объяснить, в чём вывод из всего ими сказанного, а попытки слушателя прояснить тезис или логику говорящего или перевести разговор на другую, связанную тему, могут быть безуспешными.
Дети с синдромом Аспергера могут обладать необычно изощрённым лексиконом, так что их называли «маленькими профессорами», и в то же время испытывать трудности в понимании фигуральных выражений и проявлять склонность к буквальному пониманию. Особенно они слабы в понимании таких небуквальных видов речи, как юмор, ирония, поддразнивание. Хотя лица с синдромом Аспергера понимают когнитивную базу юмора, им трудно понять назначение юмора как разделение удовольствия с другими. Несмотря на сильные свидетельства нарушенного понимания юмора, отдельные свидетельства о понимании юмора лицами с синдромом Аспергера, похоже, ставят под сомнение некоторые психологические теории болезни Аспергера и детского аутизма.
Тони Эттвуд приводит такой пример буквализма: когда у девочки по телефону спросили «Пауль здесь?», она ответила «Нет», потому что он был в другой комнате. В другом случае девочка пришла из школы в состоянии сильного возбуждения и заявила маме, что они должны немедленно собраться и уехать из дома, потому что мальчик в школе сказал ей: «Я собираюсь на тебе жениться».

### Другие характеристики
Лица с синдромом Аспергера могут также демонстрировать другие симптомы, не имеющие диагностической ценности, но влияющие на жизнь их или их семей. Эти симптомы включают изменения в перцепции (восприятии) и проблемы с моторными навыками, сном и эмоциями.
Лица с синдромом Аспергера обладают способностями к распознаванию визуальной и слуховой информации выше среднего в одних областях и ниже среднего в других. Дети с нарушениями аутистического спектра лучше, чем обычные дети, замечают мелкие изменения в известных шаблонах, например в сортировке объектов или хорошо известных изображений; обычно улучшенное восприятие зависит от домена и включает распознавание тонких деталей. По сравнению с лицами с высокофункциональным аутизмом, лица с синдром Аспергера показывают худшие результаты в выполнении некоторых задач в области зрительно-пространственного восприятия, слухового восприятия и зрительной памяти. Многие исследования лиц с синдромом Аспергера или расстройствами аутистического спектра обнаруживают и другие необычные способности или особенности восприятия. При детском аутизме или синдроме Аспергера чувствительность к зрительным, слуховым и иным стимулам может быть необычно высокой или низкой; это свойственно и другим нарушениям развития, а не только расстройствам аутистического спектра. Есть незначительные свидетельства в пользу усиления реакции «сражайся или беги» или неспособности к привыканию; более убедительны свидетельства в пользу ослабленного ответа на сенсорные стимулы, хотя некоторые исследования не обнаружили разницы.
Оригинальные работы Ганса Аспергера и некоторые другие диагностические схемы включают физическую неуклюжесть. Дети с синдромом Аспергера могут отставать в развитии навыков, требующих ловкости, таких как езда на велосипеде или открывание коробок. Они могут двигаться неуклюже или чувствовать себя «неудобно в своей собственной шкуре». Их координация движений может быть плохой, у них может быть странная или раскачивающаяся походка или поза, плохой почерк или проблемы со зрительно-моторной интеграцией. Они могут испытывать проблемы с проприорецепцией (ощущением положения тела), страдать от апраксии (неумение совершать стандартную последовательность движений, например открывание двери ключом), проблем с сохранением равновесия, с тандемной походкой (en:tandem gait) (походка, при которой на каждом шаге пальцы ноги касаются пятки другой ноги; используется для диагностики атаксии и иногда в качестве теста на трезвость) и прикладыванием большого пальца к другим пальцам той же руки. Нет свидетельств того, что эти проблемы отличают синдром Аспергера от других расстройств аутистического спектра.
Дети с синдромом Аспергера чаще других испытывают проблемы со сном, в том числе трудное засыпание, частые ночные пробуждения, раннее пробуждение утром. Синдром Аспергера также ассоциируется с алекситимией, трудностью идентификации и описывания эмоций других людей. Хотя синдром Аспергера, алекситимия и низкое качество сна связаны, их причинно-следственные связи остаются невыясненными.
Родители детей с синдромом Аспергера, как и с другими расстройствами аутистического спектра, страдают от повышенного уровня стресса.

## Лечение
Лечение синдрома Аспергера направлено на смягчение симптомов, снижающих качество жизни, и обучение ребёнка или взрослого тем социальным, коммуникационным и речевым навыкам, соответствующим его возрасту, которые он не смог приобрести самостоятельно. Лечение должно быть в высокой степени индивидуализировано и базироваться на мультидисциплинарной оценке. Хотя был достигнут прогресс, данные, подтверждающие эффективность определённых вмешательств, ограничены.

### Немедикаментозное лечение
В идеале терапия должна согласовывать виды лечения, корректирующие основные симптомы, включая слабость коммуникационных способностей и навязчивые или повторяющиеся рутины. Хотя большинство профессионалов согласны, что вмешательство должно производиться как можно раньше, не существует одного наиболее подходящего терапевтического пакета. Лечение синдрома Аспергера напоминает лечение других высокофункциональных нарушений аутистического спектра с той разницей, что оно учитывает лингвистические способности, сильные стороны в области речевой коммуникации и слабые стороны в области невербальной коммуникации. Типичная программа включает:
- Тренинг социальных навыков для более эффективных межперсональных взаимодействий[85];
- Когнитивно-поведенческую психотерапию для улучшения управления стрессом (en:stress management), связанным со страхом или взрывными эмоциями[86] и для «отмотки назад» обсессивных интересов и повторяющихся рутин.
- Лечение сопутствующих болезней➤, таких как клиническая депрессия и тревожное расстройство[87].
- Эрготерапия и лечебная физкультура для улучшения сенсорной интеграции (Многомодальная интеграция) и координации движений.
- Повышение способности к социальной коммуникации (Общение) путём логопедии, специализированной на прагматике нормального диалога[88].
- Тренинг и поддержка пациентов, в особенности в поведенческих техниках для домашнего использования.

Хотя исследований программ раннего вмешательства, ориентированных на поведение, много, большинство этих исследований представляет собой истории болезни (en:case report) до 5 пациентов, исследующих несколько проблематичных видов поведения, таких как самоповреждение, агрессия, непослушание, стереотипия, и игнорирующих нежелательные побочные эффекты вмешательства. Несмотря на популярность тренинга социальных навыков, его эффективность строго не доказана. С другой стороны, рандомизированное контролируемое клиническое исследование модели для тренинга родителей детей с синдромом Аспергера и поведенческими проблемами показало, что родители, посещающие однодневный семинар или шесть индивидуальных уроков, сообщили об уменьшении числа поведенческих проблем, кроме того, родители, получившие индивидуальные уроки, сообщили о менее интенсивных поведенческих проблемах у их детей с синдромом Аспергера. Профессиональный тренинг важен для обучения детей старшего школьного возраста и взрослых с синдромом Аспергера этикету собеседования при приёме на работу и поведению на рабочем месте. Улучшить управление делами, связанными и не связанными с работой, у таких людей могут организационное программное обеспечение и КПК.

### Лекарственное лечение
Лекарства, которое непосредственно лечит центральные симптомы синдрома Аспергера, нет. Исследования эффективности лекарственного лечения синдрома Аспергера ограничены, но важно диагностировать и лечить сопутствующие заболевания. Из-за дефицитов в определении собственных эмоций, а также в наблюдении влияния своего поведения на других людей, лицам с синдромом Аспергера может оказаться трудным понять, зачем нужна лекарственная терапия. Сочетание лекарств, нелекарственной терапии и аккомодацией окружение может быть эффективным для сопутствующих заболеваний и симптомов, таких как клиническая депрессия, тревожное расстройство, невнимательность и агрессия. Показано, что атипичные антипсихотики, в частности рисперидон и оланзапин, могут смягчать сопутствующие симптомы синдрома Аспергера. Рисперидон эффективен против повторяющихся действий, самоповреждения, вспышек агрессии, импульсивности, стереотипных поведенческих шаблонов и может улучшать социальные связи. Селективные ингибиторы обратного захвата серотонина (СИОЗС), в частности флуоксетин (известный под торговыми марками «прозак», «сарафем», «фонтекс» и др.), флувоксамин (известный под торговой маркой «лувокс»), сертралин (известный под торговыми марками «золофт», «люстрал») показали свою эффективность в лечении ограниченных и повторяющихся интересов и линий поведения.
Лекарства следует применять с осторожностью, поскольку побочные эффекты для лиц с синдромом Аспергера могут быть более распространёнными и труднее поддаваться оценке, а при проверке эффективности лекарств для лечения сопутствующих заболеваний, лица с заболеваниями аутистического спектра, как правило, исключались из выборки. Результатом применения атипичных антипсихотиков могут быть аномалии метаболизма, работы проводящей системы сердца и повышенный риск сахарного диабета 2-го типа, а также серьёзные, долгосрочные неврологические нарушения. Распространёнными побочными эффектами рисперидона являются набор веса (en:weight gain), усталость. Кроме того, рисперидон может приводить к экстрапирамидным синдромам, таким как акатизия (патологическая неусидчивость) и дистония, а также к повышенному уровню пролактина в крови. Седация (сонливость) и набор веса более характерны для оланзапина, который также связывают с диабетом. СИОЗСы могут усилить импульсивность, агрессию, привести к расстройству сна (en:sleep disorder). Для детей школьного возраста седативные побочные эффекты могут повредить обучению в классе. Лица с синдромом Аспергера могут оказаться неспособными понять и выразить свои внутренние состояния и эмоции или же перенести побочные эффекты, с которыми другие могли бы справиться.

## Прогноз
По некоторым свидетельствам, у детей с синдромом Аспергера с возрастом симптомы уменьшаются; до 20 % детей, став взрослыми, уже не удовлетворяют критериям синдрома, хотя социальные и коммуникационные трудности могут сохраняться. На 2006 год не было ни одного исследования долгосрочных результатов синдрома Аспергера или систематического долгосрочного изучения детей с этим синдромом. У лиц с синдромом Аспергера средняя продолжительность жизни, похоже, такая же, как и у населения в целом, но повышена частота коморбидных психических расстройств, таких как клиническая депрессия и тревожное расстройство, которые могут существенно осложнить прогноз; есть вероятность суицидального поведения. Хотя социальные нарушения сохраняются на протяжении всей жизни, прогноз, как правило, более благоприятен, чем при расстройствах аутистического спектра, ведущих к более тяжёлым нарушениям функционирования; например, симптомы аутистического спектра с большей вероятностью сглаживаются со временем у детей с синдромом Аспергера и высокофункциональным аутизмом. Хотя большинство студентов с синдромом Аспергера имеют средние математические способности, и их результаты математических тестов несколько ниже, чем тестов на общий интеллект, некоторые одарены в математике, и синдром Аспергера не помешал некоторым взрослым добиться значительных успехов, вплоть до номинации на Нобелевскую премию.
Хотя многие посещают обычные классы, некоторым детям с синдромом Аспергера показано специальное образование из-за их социальных или поведенческих проблем. Подростки с синдромом Аспергера могут испытывать постоянные трудности с уходом за собой или организацией, а также быть возбуждены и обеспокоены проблемами в социальных и романтических отношениях. Несмотря на высокий когнитивный потенциал, большинство молодых взрослых с синдромом Аспергера остаются дома, хотя некоторым удаётся вступить в брак и самостоятельно работать. Непохожесть на других может быть травматичной для подростков. Причинами тревоги могут быть зацикленность на возможных нарушениях рутин и ритуалов, помещение в ситуацию без ясного расписания или ожиданий или из-за беспокойства по поводу неудачи в социальных взаимодействиях; стресс в результате тревоги может проявиться как невнимательность, отказ от общения, зависимость от навязчивых идей, гиперактивность, агрессивное или оппозиционное поведение. Депрессия часто появляется в результате хронической фрустрации из-за постоянных неудач в заинтересовывании собой других людей, и могут возникнуть аффективные расстройства, требующие лечения. Клинический опыт позволяет предположить, что частота самоубийств у лиц с синдромом Аспергера повышена, но это не было подтверждено систематическими эмпирическими исследованиями.
Обучение семей критично для выработки стратегий понимания сильных и слабых сторон; помощь семье улучшает прогноз для детей. Прогноз может быть улучшен постановкой диагноза в раннем возрасте, что сделает возможным раннее вмешательство, в то время как вмешательство во взрослом возрасте менее полезно, хотя и имеет ценность. Лица с синдромом Аспергера подвержены риску эксплуатации со стороны других и могут быть неспособны понять социальные последствия своих действий.

## Эпидемиология

### Распространённость
Оценки распространённости сильно варьируют. Анализ исследований детей, выполненный в 2003 году, нашёл, что распространённость детского аутизма варьирует от 0,03 до 4,84 на 1000, а её отношение к распространённости синдрома Аспергера варьирует от 1,5:1 до 16:1; комбинируя среднее геометрическое отношений 5:1 с консервативной оценкой распространённости детского аутизма 1,3 на 1000, можно оценить распространённость синдрома Аспергера как 0,26 на 1000.
По оценкам Британского национального аутистического общества (UK National Autistic Society), распространённость синдрома Аспергера с IQ 70 и выше составляет 3,6 на 1000, а всех синдромов аутистического спектра, вместе взятых — 9,1 на 1000.
Часть вариабельности связана с наличием нескольких наборов диагностических критериев синдрома Аспергера. Например, относительно небольшое исследование 5484 финских детей в 2007 году привело к следующим результатам распространённости синдрома Аспергера:
- по критерию МКБ-10 — 2,9 детей на 1000;
- по критерию Петера Сатмари[40] и Гиллберга — 2,7 детей на 1000;
- по критерию DSM-IV — 2,5 детей на 1000;
- по критерию Шатмари и соавторов — 1,6 детей на 1000;
- по любому из четырёх критериев — 4,3 детей на 1000.

### География
В 2006 синдром Аспергера, как сообщалось, был самым быстрорастущим психиатрическим диагнозом среди детей Кремниевой долины; однако в 2010 году анализ диагнозов аутизма в Калифорнии не обнаружил преимущественного скопления аутистов вокруг областей, богатых предприятиями, работающими в области информационных технологий. Вместо этого скопления аутистов наблюдались в областях, где родители были старше и лучше образованы, чем в соседних областях.

### Половой диморфизм
У мальчиков синдром Аспергера встречается чаще, чем у девочек; оценки отношения распространённости мальчиков к девочкам составляют от 1,6:1 до 4:1 по критерию Гиллберга. По мнению британского психолога Тони Эттвуда (en:Tony Attwood), автора нескольких книг о синдроме, отношение составляет 4:1. Согласно исследованиям Элерса (Ehlers) и Гиллберга (Gillberg), отношение также составляет 4:1, но если учесть сомнительные и пограничные случаи, оно падает до 2,3:1.

### Коморбидности
Тревожное расстройство и большое депрессивное расстройство — болезни, наиболее часто встречающиеся одновременно с синдромом Аспергера. Их коморбидность у больных синдромом Аспергера составляет 65 %. Депрессия распространена среди взрослых и подростков, у детей часто встречается СДВГ.
Некоторые отчёты связывают синдром Аспергера с такими проблемами, как аминоацидурия и слабость связок, но все такие отчёты являются описаниями клинического случая (en:case reports) или маломасштабными исследованиями, и ни один фактор не был связан с синдромом Аспергера в разных исследованиях.
В одном исследовании мужчин с синдромом Аспергера обнаружены повышенная частота эпилепсии и высокая частота (51 %) расстройства невербального обучения (en:nonverbal learning disorder).
Синдром Аспергера также ассоциируется с нервными тиками, синдромом Туретта, биполярным расстройством и повторяющиеся действия, и шаблоны поведения при синдроме Аспергера имеют много общего с обсессивно-компульсивным расстройством и ананкастным (обсессивно-компульсивным) расстройством личности. Однако многим из этих исследований присуще смещение выборки или отсутствие стандартизированных измерений. Тем не менее коморбидные состояния встречаются довольно часто.

## Возможные причины и происхождение
Подробнее по этой теме см. Causes of autism в английской Википедии.
Ганс Аспергер описал общие черты у членов семей пациентов, особенно отцов, и современные исследования поддерживают его наблюдения и предполагают, что генотип вносит свой вклад в синдром Аспергера. Родственники лиц с синдромом Аспергера чаще других тоже страдают синдромом Аспергера или испытывают проблемы, близкие к синдрому Аспергера, но в более ограниченной форме (например, лёгкие проблемы в социальном взаимодействии, чтении и письме). Согласно большинству исследований, расстройства аутистического спектра имеют общую генетическую природу (en:Heritability of autism), но у синдрома Аспергера вклад генотипа больше, чем у аутизма. Вероятно, есть общая группа генов, некоторые аллели которых создают предрасположенность к синдрому Аспергера; если это так, то в каждом случае синдрома Аспергера конкретная комбинация аллелей определяет симптомы и их тяжесть.
Несколько случаев расстройств аутистического спектра были связаны с тератогенами. Есть сильные свидетельства в пользу того, что расстройства аутистического спектра возникают на очень ранних этапах развития, хотя не исключается возможность, что они могут начаться или измениться позже. Многие факторы среды, действие которых начинается после рождения, подозревались в том, что они вызывают расстройства аутистического спектра, но ни в одном случае это не было подтверждено научно.

## Механизм
По поводу механизма возникновения детского аутизма предложено несколько объяснений, но ни одно, по-видимому, не является полным. Тем не менее вероятно, что синдром Аспергера происходит от факторов развития, оказывающих влияние не локально, а на все или многие функциональные системы головного мозга. Хотя специфические основы синдрома Аспергера или факторов, отличающих его от других нарушений аутистического спектра, неизвестны и не найдено ясной патологии, общей для всех лиц с синдромом Аспергера, всё же возможно, что механизм синдрома Аспергера отличается от других нарушений аутистического спектра. Нейроанатомические исследования и ассоциации с тератогенами дают веские основания предположить, что механизм включает изменение развития головного мозга вскоре после зачатия. Ненормальная миграция эмбриональных клеток во время эмбрионального развития может повлиять на конечную структуру и связность головного мозга, что приведёт к изменениям нейрональных путей, управляющих мышлением и поведением.

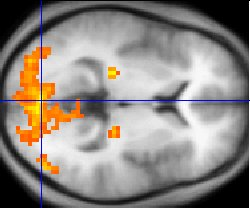
Функциональная магнитно-резонансная томография свидетельствует в пользу как теорий недостаточной связности, так и теорий зеркальных нейронов.

Теория недостаточной связности (underconnectivity theory) предполагает недостаточно функционирующие высокоуровневые нейронные связи и синхронизацию, наряду с избытком низкоуровневой обработки. Эта теория хорошо сочетается с теориями общей обработки, такими как en:weak central coherence theory, предполагающими, что ограниченная способность видеть картину в целом является первопричиной нарушений аутистического спектра. Родственная теория усиленного перцептуального функционирования (enhanced perceptual functioning) больше фокусируется на превосходстве локально ориентированных и перцептуальных операций у лиц с нарушениями аутистического спектра.
Теория системы зеркальных нейронов (СЗН) предполагает, что изменения в развитии СЗН мешают подражанию и приводят к центральной проблеме синдрома Аспергера: нарушению социального взаимодействия. Например, в одном исследовании было найдено запаздывание активации центра подражания у лиц с синдромом Аспергера. Эта теория хорошо сочетается с теориями социального мышления (социальное познание), согласно которым аутистическое поведение проистекает от нарушений понимания собственного и чужого психического состояния. Хорошо она сочетается и с теорией эмпатизации-систематизации (en:Empathizing–systemizing theory). Последняя предполагает, что лица с аутистическими нарушениями могут систематизировать внутренние операции для обработки внутренних событий, но менее эффективны в эмпатизации, то есть в обработке событий, сгенерированных внешними агентами.
Другие возможные механизмы включают дисфункцию серотонина и дисфункцию мозжечка.

## Выявление заболевания
Родители детей с синдромом Аспергера могут в типичном случае определить нарушения развития детей уже в 30-месячном возрасте. Скрининг развития во время рутинного медосмотра семейным врачом или педиатром может распознать признаки, требующие дополнительного исследования. Диагноз «синдром Аспергера» затрудняется необходимостью использовать несколько разных скрининговых инструментов, включая Asperger Syndrome Diagnostic Scale (ASDS), Autism Spectrum Screening Questionnaire (ASSQ), Childhood Asperger Syndrome Test (CAST), Gilliam Asperger’s Disorder Scale (GADS), Krug Asperger’s Disorder Index (KADI), а также Autism Spectrum Quotient (AQ; с версиями для детей, подростков и взрослых). Ни для одного из этих инструментов не показано, что он способен надёжно отличать синдром Аспергера от других нарушений аутистического спектра.

## История
Подробнее по этой теме см.: History of Asperger syndrome в английской Википедии.
Названный в честь австрийского педиатра и психиатра Ганса Аспергера (1906—1980), синдром Аспергера является относительно новым диагнозом в области аутизма. Сам Аспергер в детстве проявлял некоторые свойства синдрома, названного его именем, в частности замкнутость и способности к языку. В 1944 году Аспергер описал четверых детей из своей практики, у которых были проблемы с социальной интеграцией. У детей не было невербальных коммуникационных навыков, они не умели демонстрировать эмпатию к своим сверстникам и были физически неуклюжими. Аспергер назвал описанное им состояние «аутистической психопатией», и главным признаком его считал социальную изоляцию. Через 50 лет было предложено несколько предварительных стандартизаций синдрома Аспергера как медицинского диагноза. Некоторые из этих стандартизаций сильно расходились с оригинальной работой Аспергера.
В отличие от синдрома Аспергера в сегодняшнем понимании, аутистическая психопатия могла быть обнаружена у пациентов с любым интеллектуальным уровнем, в том числе умственно отсталых. В обстановке нацистской евгеники, с её политикой стерилизации социально девиантных и убийства психически неполноценных, Аспергер яростно защищал ценность аутистических индивидов. Он писал: «Мы убеждены, следовательно, что аутистичные люди занимают определённое место в организме социального сообщества. Они хорошо выполняют свою функцию, возможно, лучше, чем мог бы кто-то ещё, причём мы говорим о людях, которые в детстве испытывали величайшие трудности и вызывали несказанное беспокойство у тех, кто заботился о них». Аспергер называл своих юных пациентов «маленькими профессорами» и верил, что некоторые из них в будущем могут оказаться способными к значительным достижениям и к оригинальному мышлению. Его статья была опубликована в военное время и на немецком языке, поэтому поначалу не приобрела большой известности в мире.
В 1981 году Лорна Винг популяризировала термин «синдром Аспергера» в англоговорящем медицинском сообществе, опубликовав серию историй болезни детей со сходными симптомами, а в 1991 году Ута Фрит перевела статью Аспергера на английский язык. Два разных набора диагностических критериев были предложены в 1989 году Гиллбергом и, независимо от них, Петером Шатмари с соавторами. Синдром Аспергера стал стандартным диагнозом в 1992 году, когда он был включён в МКБ-10, десятое издание международной классификации болезней ВОЗ. В 1994 синдром был включён в DSM-IV.
Ныне синдром описывается в сотнях книг, статей, сайтов, и резко выросли оценки распространённости нарушений аутистического спектра, важной подгруппой которых является синдром Аспергера. Правильно ли его рассматривать как отдельное от высокофункционального аутизма нарушение — фундаментальный вопрос, требующий дальнейших исследований, и всё ещё не получено экспериментальное подтверждение критериев, приведённых в МКБ-10 и DSM-IV.

## Общество и культура
Подробнее по этой теме см.: Autistic culture в английской Википедии.
Лица с синдромом Аспергера часто называют себя «аспи» (по-английски aspie). Другое английское самоназвание — «Aspergian». Тех, у кого нет синдрома Аспергера или других нарушений аутистического спектра, лица с синдромом Аспергера называют «нейротипичные» (англ. neurotypical). Ещё один сленговый термин — curebies, от слова cure — лечить и суффикса -bie. Так иронически называют тех, кто считает, что лица с синдромом Аспергера или аутизмом должны «вылечиться». Пейоративы в английском для обозначения лиц с синдромом Аспергера: sperg и sperglord.
Аутисты выступали в поддержку сдвига в восприятии нарушений аутистического спектра как сложных синдромов, а не как болезней, которые надо вылечить. Сторонники этой точки зрения не согласны, что есть какая-то идеальная конфигурация головного мозга, а любое отклонение от этой нормы является патологией; они пропагандируют толерантность к тому, что называют «нейроразнообразием». Эти взгляды лежат в основе движения за права аутистов и autistic pride. Существует контраст между позицией взрослых с синдромом Аспергера, которые обычно не хотят, чтобы их вылечили, и горды своей идентичностью, и позицией родителей детей с синдромом Аспергера, которые обычно ищут помощь и лечение для своих детей.
Некоторые исследователи считают, что синдром Аспергера можно рассматривать как другой когнитивный стиль, а не как нарушение или инвалидность, и что его следует, подобно гомосексуальности, исключить из DSM. В статье 2002 года Саймон Барон-Коэн написал о людях с синдромом Аспергера: «В социальном мире нет большой пользы от зоркости к деталям, но в мирах математики, вычислений, каталогизирования, музыки, лингвистики, инженерии и науки такая зоркость к деталям может превратить провал в успех». Барон-Коэн приводит две причины, почему может быть полезно считать синдром Аспергера инвалидностью (disability): чтобы обеспечить легально требуемую специальную поддержку и чтобы распознать эмоциональные трудности со сниженной эмпатией. Утверждалось, что гены, создающие комбинацию способностей, соответствующую синдрому Аспергера, возникли в ходе недавней человеческой эволюции и внесли значительный вклад в человеческую историю.